# Dykes on Bikes

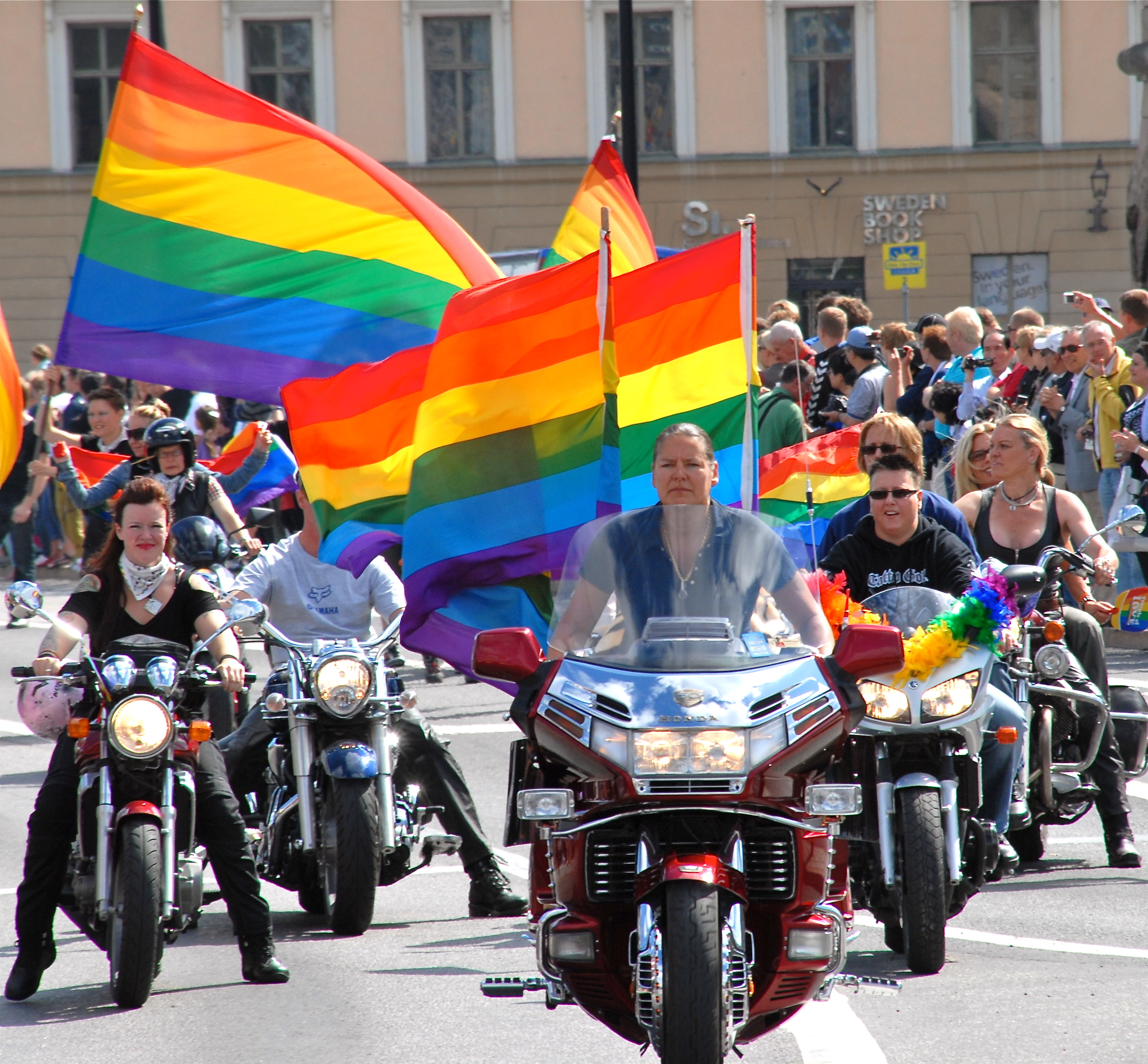
Dykes on Bikes under Stockholm Pride 2010

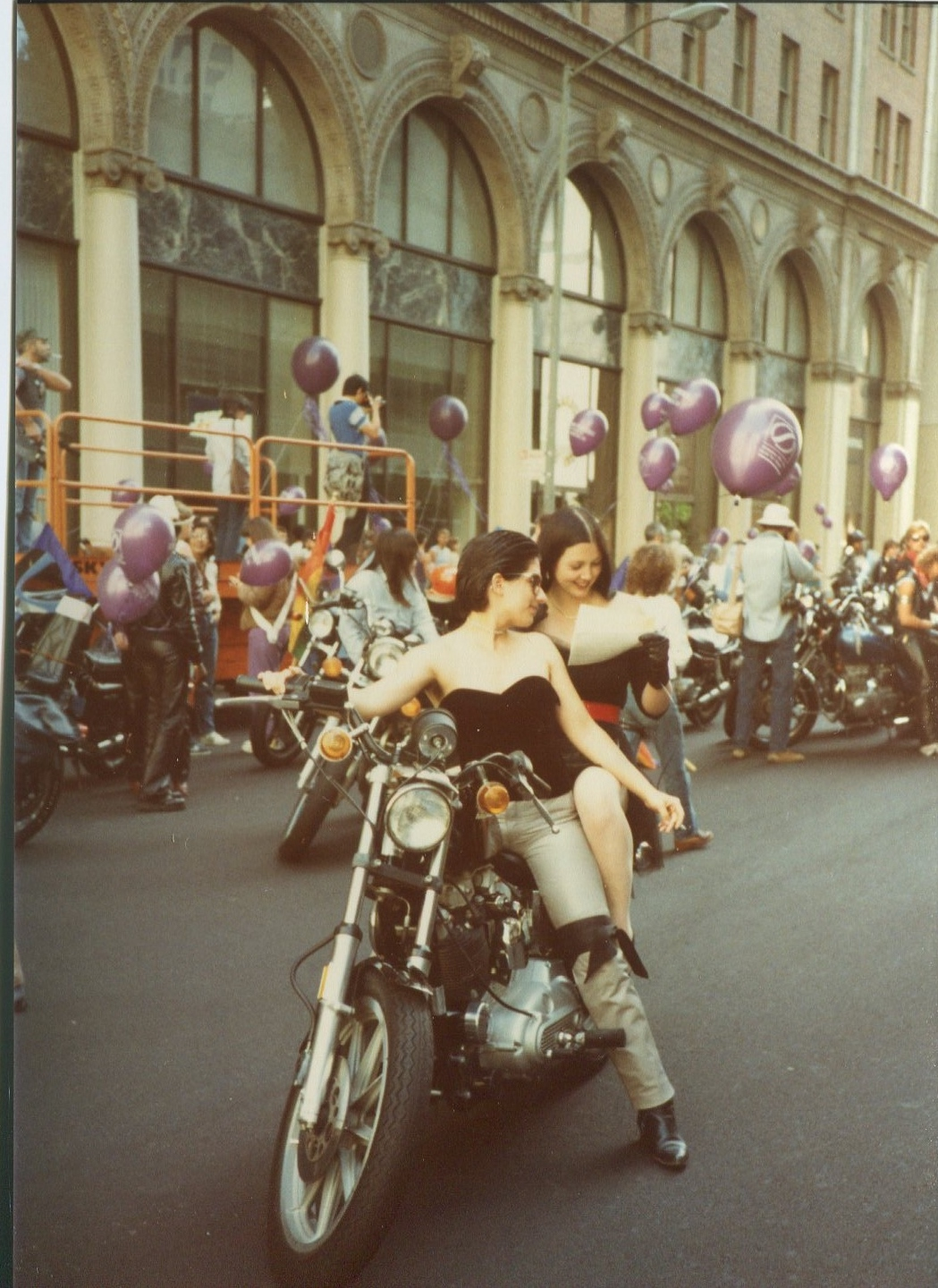
Dykes on Bikes under San Franciscos Prideparad 1983

Dykes on Bikes är en lesbisk motorcykelklubb som grundades i San Francisco 1976 och har gjort sig kända för att medverka under event som Prideparader och Gay Games.Under Stockholm Pride åker traditionsenligt Dykes on Bikes först i paraden där cirka 15 personer brukar delta från klubben. Dykes on Bikes första officiella medverkan under ett event var under San Franciscos Prideparad samma år som klubben grundades. Andra platser där klubben är aktiv är bland annat Melbourne, Tokyo, London, Paris, Vancouver, Sydney, Tel Aviv, Zurich och Grekland.    